# Liste der Baudenkmale in Löningen
In der Liste der Baudenkmale in Löningen sind die Baudenkmale der niedersächsischen Gemeinde Löningen und ihrer Ortsteile aufgelistet. Der Stand der Liste ist der 1. August 2022.

## Allgemein
In den Spalten befinden sich folgende Informationen:
- Lage: die Adresse des Baudenkmales und die geographischen Koordinaten. Kartenansicht, um Koordinaten zu setzen. In der Kartenansicht sind Baudenkmale ohne Koordinaten mit einem roten Marker dargestellt und können in der Karte gesetzt werden. Baudenkmale ohne Bild sind mit einem blauen Marker gekennzeichnet, Baudenkmale mit Bild mit einem grünen Marker.
- Bezeichnung: Bezeichnung des Baudenkmales
- Beschreibung: die Beschreibung des Baudenkmales. Unter § 3 Abs. 2 NDSchG werden Einzeldenkmale und unter § 3 Abs. 3 NDSchG Gruppen baulicher Anlagen und deren Bestandteile ausgewiesen.
- ID: die Objekt-ID des Baudenkmales
- Bild: ein Bild des Baudenkmales, ggf. zusätzlich mit einem Link zu weiteren Fotos des Baudenkmals im Medienarchiv Wikimedia Commons. Wenn man auf das Kamerasymbol klickt, können Fotos zu Baudenkmalen aus dieser Liste hochgeladen werden:

## Angelbeck
| Lage                                           | Bezeichnung                           | Beschreibung | ID       | Bild |
| ---------------------------------------------- | ------------------------------------- | ------------ | -------- | ---- |
| Gänhauk 8 52° 43′ 8″ N, 7° 46′ 1″ O            | Wohn-/ Wirtschaftsgebäude             |              | 34801689 | BW   |
| Gänhauk 12 52° 43′ 7″ N, 7° 46′ 3″ O           | Wohn-/ Wirtschaftsgebäude             |              | 34801718 | BW   |
| Gänhauk 16 52° 43′ 8″ N, 7° 46′ 5″ O           | Wohn-/ Wirtschaftsgebäude             |              | 34796720 | BW   |
| Gänhauk 16 52° 43′ 8″ N, 7° 46′ 4″ O           | Nebengebäude                          |              | 34796774 | BW   |
| Gänhauk 16 52° 43′ 9″ N, 7° 46′ 5″ O           | Scheune                               |              | 34796747 | BW   |
| Gänhauk 22 52° 43′ 8″ N, 7° 46′ 13″ O          | Hof Meyer (Wohn-/ Wirtschaftsgebäude) |              | 34796824 | BW   |
| Gänhauk 22 52° 43′ 10″ N, 7° 46′ 5″ O          | Hof Meyer (Heuerhaus)                 |              | 34796798 | BW   |
| Gänhauk 22 52° 43′ 8″ N, 7° 46′ 11″ O          | Hof Meyer (Scheune)                   |              | 34796857 | BW   |
| Gänhauk 22 52° 43′ 7″ N, 7° 46′ 12″ O          | Hof Meyer (Scheune)                   |              | 34796888 | BW   |
| Gänhauk 22 52° 43′ 6″ N, 7° 46′ 13″ O          | Hof Meyer (Backhaus)                  |              | 34796919 | BW   |
| Gänhauk 22 52° 43′ 10″ N, 7° 46′ 9″ O          | Hof Meyer (Baumbestand)               |              | 34798587 | BW   |
| Zum Schützenplatz 9 52° 42′ 52″ N, 7° 45′ 0″ O | Schule                                |              | 34801747 | BW   |

## Benstrup
| Lage                                           | Bezeichnung                              | Beschreibung | ID       | Bild           |
| ---------------------------------------------- | ---------------------------------------- | ------------ | -------- | -------------- |
| Alte Heerstraße 32 52° 46′ 40″ N, 7° 47′ 38″ O | St. Bonifatius                           |              | 34801772 | Weitere Bilder |
| Nordesch 1 52° 46′ 53″ N, 7° 47′ 39″ O         | Hof Bischoff (Wohn-/ Wirtschaftsgebäude) |              | 34796946 | BW             |
| Nordesch 1 52° 46′ 53″ N, 7° 47′ 37″ O         | Hof Bischoff (Torhaus)                   |              | 34796975 | BW             |
| Nordesch 1 52° 46′ 51″ N, 7° 47′ 36″ O         | Hof Bischoff (Baumbestand)               |              | 34798452 | BW             |
| Nordesch 1 52° 46′ 50″ N, 7° 47′ 40″ O         | Hof Bischoff (Grünbestand)               |              | 34798615 | BW             |

## Ehren
| Lage                                              | Bezeichnung               | Beschreibung | ID       | Bild |
| ------------------------------------------------- | ------------------------- | ------------ | -------- | ---- |
| Ehrener Dorfstraße 14 52° 41′ 58″ N, 7° 41′ 45″ O | Wohn-/ Wirtschaftsgebäude |              | 34797001 | BW   |
| Ehrener Dorfstraße 14 52° 41′ 59″ N, 7° 41′ 47″ O | Scheune                   |              | 34798013 | BW   |
| Ehrener Dorfstraße 14 52° 41′ 59″ N, 7° 41′ 48″ O | Remise                    |              | 34798040 | BW   |
| Ehrener Dorfstraße 14 52° 42′ 0″ N, 7° 41′ 44″ O  | Baumbestand               |              | 34798559 | BW   |
| Ehrener Dorfstraße 20 52° 41′ 58″ N, 7° 41′ 36″ O | Wohn-/ Wirtschaftsgebäude |              | 34797033 | BW   |
| Ehrener Dorfstraße 20 52° 41′ 57″ N, 7° 41′ 35″ O | Kuhstall                  |              | 34798304 | BW   |
| Ehrener Dorfstraße 20 52° 41′ 58″ N, 7° 41′ 38″ O | Baumbestand               |              | 34798532 | BW   |
| Ehrener Dorfstraße 40 52° 42′ 30″ N, 7° 42′ 58″ O | Wohn-/ Wirtschaftsgebäude |              | 34801885 | BW   |
| Ehrener Dorfstraße 40 52° 42′ 29″ N, 7° 42′ 57″ O | Anbau                     |              | 34803595 | BW   |

## Elbergen
| Lage                                        | Bezeichnung               | Beschreibung | ID       | Bild |
| ------------------------------------------- | ------------------------- | ------------ | -------- | ---- |
| Elberger Straße 52° 45′ 10″ N, 7° 44′ 29″ O | Kriegerdenkmal            |              | 34802899 | BW   |
| Westerhauk 3 52° 45′ 10″ N, 7° 44′ 26″ O    | Dorfschule                |              | 34801912 | BW   |
| Westerhauk 9 52° 45′ 10″ N, 7° 44′ 19″ O    | Remise                    |              | 34797129 | BW   |
| Wördenstraße 17 52° 45′ 8″ N, 7° 44′ 2″ O   | Wohn-/ Wirtschaftsgebäude |              | 34801938 | BW   |

## Evenkamp
| Lage                                             | Bezeichnung                              | Beschreibung | ID       | Bild |
| ------------------------------------------------ | ---------------------------------------- | ------------ | -------- | ---- |
| Evenkamper Straße 52° 42′ 52″ N, 7° 41′ 21″ O    | Mariengrotte (Prozessionsstation 2)      |              | 39225364 | BW   |
| Evenkamper Straße 52° 43′ 9″ N, 7° 41′ 32″ O     | Mariengrotte (Prozessionsstation 4)      |              | 39225571 | BW   |
| Evenkamper Straße 29 52° 43′ 1″ N, 7° 41′ 33″ O  | St. Johannes                             |              | 34801964 | BW   |
| Evenkamper Straße 44 52° 42′ 53″ N, 7° 41′ 24″ O | Hof Schultes (Wohn-/ Wirtschaftsgebäude) |              | 34797769 | BW   |
| Evenkamper Straße 44 52° 42′ 53″ N, 7° 41′ 23″ O | Hof Schultes (Remise)                    |              | 34797820 | BW   |
| Evenkamper Straße 44 52° 42′ 53″ N, 7° 41′ 23″ O | Hof Schultes (Stall)                     |              | 34798162 | BW   |
| Evenkamper Straße 44 52° 42′ 53″ N, 7° 41′ 25″ O | Hof Schultes (Scheune)                   |              | 34797795 | BW   |
| Evenkamper Straße 44 52° 42′ 54″ N, 7° 41′ 24″ O | Hof Schultes (Stallflügel)               |              | 34798186 | BW   |

## Löningen
| Lage                                                      | Bezeichnung                                   | Beschreibung | ID       | Bild           |
| --------------------------------------------------------- | --------------------------------------------- | ------------ | -------- | -------------- |
| Am Haseknie 29 52° 43′ 48″ N, 7° 44′ 54″ O                | Haus Schöller (Wohnhaus)                      |              | 38337145 | BW             |
| Am Haseknie 29 52° 43′ 48″ N, 7° 44′ 53″ O                | Haus Schöller (Garten)                        |              | 38337170 | BW             |
| Bernhard-Remmers-Straße 3 / 5 52° 44′ 12″ N, 7° 45′ 18″ O | Wohnhaus                                      |              | 34802444 | BW             |
| Bremer Straße 52° 44′ 10″ N, 7° 45′ 26″ O                 | Kriegerdenkmal                                |              | 34802201 | BW             |
| Bremer Straße 5 52° 44′ 14″ N, 7° 45′ 33″ O               | Hotel Zum Palmberg                            |              | 34797405 | BW             |
| Bremer Straße 5 52° 44′ 13″ N, 7° 45′ 30″ O               | Hotel Zum Palmberg (Mauer)                    |              | 34798504 | BW             |
| Bremer Straße 6 - 14 52° 44′ 15″ N, 7° 45′ 35″ O          | ehem. Remise Brauerei Bartels                 |              | 34797435 | BW             |
| Bremer Straße 17 52° 44′ 18″ N, 7° 45′ 34″ O              | Stratmannsche "Germania Brauerei" (Sudhaus)   |              | 34803225 | BW             |
| Bremer Straße 17 52° 44′ 18″ N, 7° 45′ 34″ O              | Stratmannsche "Germania Brauerei" (Eiskeller) |              | 34803769 | BW             |
| Elberger Straße 1 52° 44′ 11″ N, 7° 45′ 21″ O             | Villa Kösters (Villa)                         |              | 34803174 | BW             |
| Elberger Straße 1 52° 44′ 11″ N, 7° 45′ 22″ O             | Villa Kösters (Garten)                        |              | 34803894 | BW             |
| Gelbrink 1 52° 43′ 57″ N, 7° 45′ 39″ O                    | Gelbrink-Schule                               |              | 34802247 | BW             |
| Haselünner Straße 6 52° 44′ 2″ N, 7° 45′ 7″ O             | Trinitatiskirche (Kirche)                     |              | 34802274 |                |
| Haselünner Straße 6 52° 43′ 58″ N, 7° 45′ 34″ O           | Trinitatiskirche (Kirchhof)                   |              | 34797463 | BW             |
| Hasestraße 52° 43′ 58″ N, 7° 45′ 43″ O                    | Klus                                          |              | 34802300 | BW             |
| Kirchplatz 1 52° 43′ 59″ N, 7° 45′ 38″ O                  | St. Vitus (Kirche)                            |              | 34802346 | Weitere Bilder |
| Kirchplatz 1 52° 43′ 57″ N, 7° 45′ 31″ O                  | St. Vitus (Glockenturm)                       |              | 34797503 |                |
| Kirchplatz 1 52° 43′ 59″ N, 7° 45′ 32″ O                  | St. Vitus (Kirchhof)                          |              | 34798421 | BW             |
| Kirchplatz 1 52° 43′ 58″ N, 7° 45′ 36″ O                  | St. Vitus (Grabsteine)                        |              | 34798067 | BW             |
| Langenstraße 43 52° 43′ 59″ N, 7° 45′ 38″ O               | Wohnhaus                                      |              | 34802346 | BW             |
| Lindenallee 14 52° 44′ 9″ N, 7° 45′ 38″ O                 | ehem. Postgebäude                             |              | 34802392 | BW             |
| Mühlenstraße 11 52° 44′ 3″ N, 7° 45′ 43″ O                | Wohnhaus                                      |              | 34802419 | BW             |
| Osterstraße 3 52° 43′ 33″ N, 7° 47′ 15″ O                 | Hof Rode (Wohn-/ Wirtschaftsgebäude)          |              | 34801801 | BW             |
| Osterstraße 3 52° 43′ 33″ N, 7° 47′ 14″ O                 | Hof Rode (Scheune)                            |              | 34803643 | BW             |
| Röbkenstraße 18 52° 44′ 0″ N, 7° 45′ 30″ O                | ehem. Brauerei Rolinck                        |              | 34802469 | BW             |
| Tabbenstraße 9 52° 44′ 2″ N, 7° 45′ 28″ O                 | Haus Nanke                                    |              | 34802522 | BW             |
| Werwer Weg 52° 43′ 47″ N, 7° 44′ 37″ O                    | Döen-Kapelle                                  |              | 34797560 | BW             |
| Werwer Weg 52° 43′ 47″ N, 7° 44′ 36″ O                    | Ehrenfriedhof                                 |              | 34797532 | BW             |

## Neuenbunnen
| Lage                                              | Bezeichnung                        | Beschreibung | ID       | Bild |
| ------------------------------------------------- | ---------------------------------- | ------------ | -------- | ---- |
| Brokstreeker Straße 2 52° 43′ 41″ N, 7° 51′ 44″ O | Prozessionskapelle (Hof Niemann)   |              | 34802982 | BW   |
| Farwicker Straße 6 52° 43′ 35″ N, 7° 52′ 31″ O    | Wohn-/ Wirtschaftsgebäude          |              | 34801989 | BW   |
| Schelmkapper Straße 4 52° 43′ 45″ N, 7° 51′ 28″ O | Wohn-/ Wirtschaftsgebäude          |              | 34802595 | BW   |
| Löninger Straße 27 52° 44′ 8″ N, 7° 52′ 20″ O     | Wohn-/ Wirtschaftsgebäude          |              | 34802017 | BW   |
| St. Michael 1 52° 43′ 52″ N, 7° 51′ 32″ O         | St. Michael                        |              | 34802568 | BW   |
| Sternbusch 1 52° 43′ 25″ N, 7° 52′ 36″ O          | Kornbrennerei Hemmen (Gasthof)     |              | 34797159 | BW   |
| Sternbusch 52° 43′ 25″ N, 7° 52′ 34″ O            | Kornbrennerei Hemmen (Brennerei)   |              | 34797191 | BW   |
| Sternbusch 52° 43′ 25″ N, 7° 52′ 34″ O            | Kornbrennerei Hemmen (Schornstein) |              | 34798212 | BW   |

## Röpke
| Lage                                           | Bezeichnung                                 | Beschreibung | ID       | Bild |
| ---------------------------------------------- | ------------------------------------------- | ------------ | -------- | ---- |
| Röpker Straße 9 52° 42′ 21″ N, 7° 46′ 54″ O    | Heuerhaus                                   |              | 34803040 | BW   |
| Röpker Straße 29 52° 41′ 36″ N, 7° 47′ 0″ O    | Gieskenhof/Meyergiesken (Scheune)           |              | 34803500 | BW   |
| Röpker Straße 30 52° 41′ 36″ N, 7° 46′ 50″ O   | Hof Meyerratken (Wohn-/ Wirtschaftsgebäude) |              | 34797617 | BW   |
| Röpker Straße 30 52° 41′ 37″ N, 7° 46′ 52″ O   | Hof Meyerratken (Scheune)                   |              | 34797587 | BW   |
| Röpker Straße 30 52° 41′ 36″ N, 7° 46′ 52″ O   | Hof Meyerratken (Remise)                    |              | 34797645 | BW   |
| Winkumer Straße 21 52° 41′ 13″ N, 7° 46′ 35″ O | Hof König-Hollrah (Heuerhaus)               |              | 34802767 | BW   |
| Zum Hollrah 5 52° 41′ 19″ N, 7° 46′ 54″ O      | Hof König-Hollrah (Scheune)                 |              | 34797733 | BW   |
| Zum Hollrah 9 52° 41′ 20″ N, 7° 47′ 0″ O       | Hof Hoffstall (Wohn-/ Wirtschaftsgebäude)   |              | 34797673 | BW   |
| Zum Hollrah 9 52° 41′ 19″ N, 7° 46′ 59″ O      | Hof Hoffstall (Nebengebäude)                |              | 34802795 | BW   |
| Zum Hollrah 9 52° 41′ 19″ N, 7° 47′ 1″ O       | Hof Hoffstall (Nebengebäude)                |              | 34797733 | BW   |
| Zum Hollrah 9 52° 41′ 21″ N, 7° 47′ 2″ O       | Hof Hoffstall (Backhaus)                    |              | 34797704 | BW   |
| Zum Hollrah 9 52° 41′ 20″ N, 7° 47′ 3″ O       | Hof Hoffstall (Baumbestand)                 |              | 34798104 | BW   |

## Wachtum
| Lage                                          | Bezeichnung           | Beschreibung | ID       | Bild |
| --------------------------------------------- | --------------------- | --- | -------- | ---- |
| Hauptstraße 6 52° 47′ 22″ N, 7° 42′ 52″ O     | kath. Volksschule     | | 34802691 | BW   |
| Hauptstraße 8 52° 47′ 23″ N, 7° 42′ 52″ O     | St. Mariä Himmelfahrt | Katholische neuromanische Backstein-Saalkirche mit Satteldach unter Tonpfannendeckung. Errichtet 1856–58 von Johann Bernhard Hensen. Quadratischer halbeingezogener Westturm mit abgeknicktem Spitzhelm und zwei seitlichen Annexbauten. Die Fassaden der Turmgeschosse und des Kirchensaals durch flache Lisenen sowie rundbogige Fenster und doppelte Bogenfriese gestaltet. Gurtgesimse des Turmes sowie Sockel, Sohlbänke und Portaleinfassungen in Naturstein. Im Inneren schlichtes, weiß gestrichenes Holztonnengewölbe. Ab 1952 erfolgten die Ergänzung eines massiven Querhauses sowie eine damit einhergehende Erneuerung des Chores. | 34802715 | BW   |
| Löninger Straße 7 52° 47′ 19″ N, 7° 42′ 50″ O | Wohnhaus              | | 34802742 | BW   |
| Vinnerstraße 2 52° 47′ 22″ N, 7° 42′ 44″ O    | Kreutzmanns Kapelle   | | 34803008 | BW   |

## Außerhalb
| Lage                                                              | Bezeichnung                              | Beschreibung | ID       | Bild |
| ----------------------------------------------------------------- | ---------------------------------------- | ------------ | -------- | ---- |
| Am Sportplatz/Winkumer Straße 52° 41′ 38″ N, 7° 45′ 44″ O         | Mariengrotte                             |              | 39225625 | BW   |
| B 213: km 80 52° 43′ 21″ N, 7° 40′ 36″ O                          | Kilometerstein                           |              | 34802100 | BW   |
| (Borkhorn) Alte Dorfstraße 52° 44′ 32″ N, 7° 43′ 2″ O             | Kriegerdenkmal                           |              | 34802821 | BW   |
| (Borkhorn) Alte Dorfstraße 25 52° 44′ 7″ N, 7° 43′ 39″ O          | Hof Stumborg (Wohn-/ Wirtschaftsgebäude) |              | 34802847 | BW   |
| (Duderstadt) Graf-Schmiesing-Straße 1 52° 45′ 16″ N, 7° 47′ 59″ O | Wohn-/ Wirtschaftsgebäude                |              | 34801828 | BW   |
| (Duderstadt) Graf-Schmiesing-Straße 3 52° 45′ 23″ N, 7° 47′ 47″ O | Wassermühle                              |              | 34801854 | BW   |
| (Duenkamp) 52° 42′ 10″ N, 7° 40′ 17″ O                            | Hasebrücke                               |              | 34802125 | BW   |
| (Helmighausen) Am Dorfrand 52° 43′ 49″ N, 7° 41′ 11″ O            | Russenfriedhof                           |              | 34797225 | BW   |
| (Huckelrieden) Zur Schutenmühle 52° 42′ 11″ N, 7° 45′ 1″ O        | Schuten Mühle                            |              | 34802042 | BW   |
| (Lewinghausen) Am Bahnhof 6 52° 43′ 3″ N, 7° 39′ 8″ O             | Bahnhof Lewinghausen                     |              | 34802071 | BW   |
| (Lodbergen) Zum Kuhlen 6 52° 45′ 1″ N, 7° 49′ 8″ O                | Heuerhaus                                |              | 34802174 | BW   |
| (Schelmkappe) Postdamm 52° 42′ 51″ N, 7° 49′ 0″ O                 | Kriegerdenkmal                           |              | 34802620 | BW   |
| (Schelmkappe) Postdamm 52° 42′ 51″ N, 7° 49′ 0″ O                 | Einfriedung                              |              | 34803845 | BW   |
| (Schnetlage) Nr. 1 52° 43′ 21″ N, 7° 44′ 21″ O                    | Hof Pöpsel (Backhaus)                    |              | 34802645 | BW   |
| (Schnetlage) Nr. 1 52° 43′ 21″ N, 7° 44′ 21″ O                    | Hof Pöpsel (Ofen)                        |              | 34803720 | BW   |